# Yazoo River
Der Yazoo ist ein linker Nebenfluss des Mississippi im US-Bundesstaat Mississippi. Mit 302 Kilometern Länge ist er einer der längsten östlichen Nebenflüsse des Mississippi. 
Der Fluss wurde 1682 vom französischen Entdecker La Salle nach einem in der Nähe lebenden Indianerstamm benannt. Die genaue Bedeutung des Namens ist unklar. Nach einem langanhaltenden Glauben bedeutet es „Todesfluss“.
Der Fluss entsteht durch den Zusammenfluss von Tallahatchie und Yalobusha nahe der Stadt Greenwood. Von dort verläuft er einen großen Teil seiner Strecke parallel zum Mississippi, bevor die beiden Gewässer oberhalb Vicksburgs zusammenfließen. Die Gegend zwischen dem Yazoo und dem Mississippi ist von zahlreichen Nebenflüssen und Flussarmen durchzogen und bildet so ein Binnendelta, das nach dem Staat Mississippi-Delta benannt wurde und eine eigenständige Natur- und Kulturlandschaft bildet. 
In den Jahren vor dem Amerikanischen Bürgerkrieg spielte der Yazoo eine wichtige Rolle in der Ökonomie der Südstaaten. In der Nähe seiner Ufer lag ein Schwerpunkt des Baumwollanbaus, zahlreiche Schaufelraddampfer fuhren vom Yazoo aus nach New Orleans, Memphis und St. Louis.
Im Sezessionskrieg hatte der Fluss eine wichtige militärische Bedeutung. Die Schlacht um Vicksburg ereignete sich auch am und auf dem Yazoo. Im Fluss wurde 1862 erstmals eine Seemine elektrisch gezündet und damit das Kanonenboot USS Cairo der Marine der Nordstaaten versenkt. Noch heute liegen auf dem Grund des Flusses insgesamt 29 Schiffswracks aus diesem Krieg. 